# Anini-y
Anini-y (Bayan ng Anini-y) är en kommun i Filippinerna. Kommunen ligger på ön Panay, och tillhör provinsen Antique. Folkmängden uppgår till 21 201 invånare år 2015.

## Barangayer
Anini-y är indelat i 23 barangayer.
| - Bayo Grande - Bayo Pequeño - Butuan - Casay - Casay Viejo - Iba - Igbarabatuan - Igpalge - Igtumarom - Lisub A - Lisub B - Mabuyong | - Magdalena - Nasuli C - Nato - Poblacion - Sagua - Salvacion - San Francisco - San Ramon - San Roque - Tagaytay - Talisayan |